# Sonvilier
Sonvilier (hist. Sumwiler) – gmina (niem. Einwohnergemeinde) w północno-zachodniej Szwajcarii, w kantonie Berno, w regionie administracyjnym Berner Jura, w okręgu Berner Jura. 31 grudnia 2020 roku liczyła 1223 mieszkańców. 

## Demografia
Według danych z 2000 r. 76,8% mieszkańców gminy była francuskojęzyczna, 17,7% niemieckojęzyczna, a 1,9% włoskojęzyczna. Na dzień 31 grudnia 2020 obcokrajowcy stanowili 12,8% ogółu mieszkańców.

## Transport
Przez teren gminy przebiega droga główna nr 30.